# Grata
Santa Grata (Bérgamo, siglo III - 307) fue una matrona cristiana que vivió probablemente entre los siglos III y IV en Bérgamo y es venerada como santa por la Iglesia Católica.

## Hagiografía
Según una primera tradición, Grata vivió entre los siglos IV y VI, hija de Lupo de Bérgamo, duque de Bérgamo y Adelina.  Su hermana fue Asteria, virgen y mártir, celebrada el 10 de agosto. 
Grata, unos días después de la ejecución de Alejandro de Bérgamo, habría encontrado los restos, alrededor de los cuales, en correspondencia con unas gotas de sangre, habrían brotado lirios, los habría recogido y los habría enterrado en un jardín fuera de la ciudad; posteriormente Grata continuaría su apostolado.
Otra versión ubica su existencia entre los siglos VIII y IX, y dice que es la hija de Lupo de Bérgamo, duque lombardo de Bérgamo, ganado por Carlomagno y convertido a la fe católica.  Probablemente las tradiciones se refieren a dos personas distintas.
Según la primera tradición, Grata habría construido tres iglesias de Bérgamo en honor a Alejandro de Bérgamo: Sant'Alessandro en Colonna, Sant'Alessandro della Croce y otra en la tumba del santo (la basílica y antigua catedral de San Alejandro, posteriormente demolida  en 1561 durante la construcción de los muros venecianos).
De acuerdo con la segunda tradición, Grata, ayudada por su poderosa familia y otros nobles de Bérgamo, habría construido una iglesia en cada una de las tres colinas de la ciudad: Sant'Eufemia, San Giovanni y Santo Stefano (más tarde Iglesia del Santo Salvador).  Después de convertir a sus padres y a su esposo, ella quedó viuda y se hizo cargo de los enfermos y necesitados en el hospital que fundó.

## Culto
Durante varios siglos, el cuerpo de Santa Grata permaneció sepultado fuera de los muros, en Borgo Canale, en la iglesia de su hospital, que lleva su nombre y sobre el cual se levantó otro en el siglo XVIII, con el nombre de Santa Grata inter Vites. El 9 de agosto de 1027, por obra del obispo Ambrogio II, los restos fueron transferidos solemnemente dentro del perímetro de las murallas, en la iglesia de Santa María Vetus, más tarde llamada Santa Grata alle Colonnette, que luego fue llamada Santa Grata en Columnellis, donde más tarde se fundó un convento de monjas benedictinas.
La deposición de Santa Grata (que en los documentos litúrgicos se llama ahora virgen, ahora viuda) ocurre el 1 de mayo, el día en que la martirologia romana lo recuerda;  la traducción se produce el 9 de agosto.
En 1706, la Congregación de Ritos le asignó el 27 de agosto, pero desde 1970 el aniversario se ha trasladado al 12 de mayo. Algunos autores ponen su memoria al 15 de abril, otros nuevamente al 4 de septiembre.
En la ciudad de Bérgamo es muy venerada como copatrona de la ciudad. Una parroquia y un monasterio benedictino están dedicados a ella en la ciudad hoy en día.
- Datos: Q3775842
- Multimedia: Saint Grata / Q3775842